# ایساک دونایوسکی
ایساک اوسیپوویچ دونایـِوْسکی ؛( ۱۸ ژانویهٔ ۱۹۰۰ – ۲۵ ژوئیهٔ ۱۹۵۵) آهنگساز، موسیقی‌دان و رهبر ارکستر اهل اتحاد جماهیر شوروی بود.
او در خانواده‌ای یهودی زاده شد و در «مدرسهٔ موسیقی خارکیف» به آموختن ویولن و تئوری موسیقی پرداخت.
ایساک دونایوسکی را یکی از بزرگترین آهنگساز تاریخ روسیه می‌دانند و بسیاری از آثار وی، در روسیه شناخته‌شده و مورد توجه و احترام مردم آن سرزمین است.
وی همچنین برندهٔ جوایزی همچون هنرمند مردمی جمهوری شوروی فدراتیو سوسیالیستی روسیه شده‌است.